# Arley (Alabama)
Arley – miasto w Stanach Zjednoczonych, w stanie Alabama, w hrabstwie Winston. W roku 2023 miasto zamieszkiwało 329 osób, a gęstość zaludnienia wynosiła 45,7 osoby/km².